# Credința
Credința – wieś w Rumunii, w okręgu Konstanca, w gminie Chirnogeni. W 2011 roku liczyła 316 mieszkańców.